# Pawieł Kuzniecow
Pawieł Wiktorowicz Kuzniecow (ros. Павел Викторович Кузнецов; ur. 10 lipca 1961 w Struninie) – rosyjski sztangista. W barwach ZSRR złoty medalista olimpijski z Seulu.
Zawody w 1988 były jego jedynymi igrzyskami olimpijskimi. Złoto zdobył w wadze do 100 kilogramów. Był medalistą mistrzostw świata, wywalczył złoto w 1983 oraz 1987, był drugi w 1985 i trzeci w 1989. Pobił trzy rekordy świata. Zwyciężał na mistrzostwach Europy w 1983 i 1984, był trzeci w 1987 i 1989.